# Modelo atómico de Bohr-Sommerfeld-Catalán

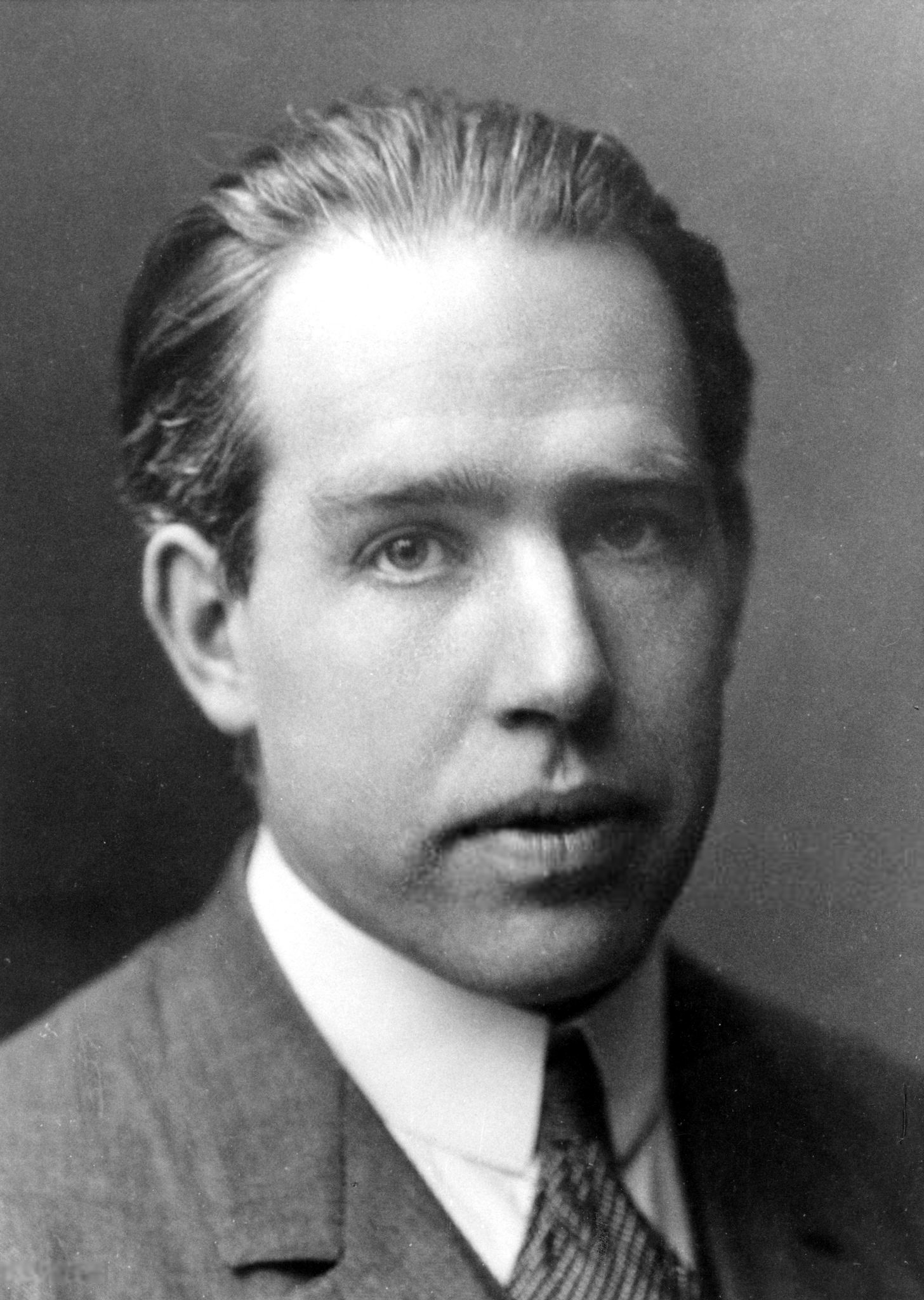
Niels Henrik David Bohr en 1922

El modelo atómico de Bohr-Sommerfeld-Catalán es el resultado de las investigaciones de los científicos Niels Bohr, Arnold Sommerfeld y Miguel Catalán al proceder a analizar y determinar la estructura de la materia. Los físicos del siglo XX establecieron varios modelos para concebir el átomo y describir el movimiento de los electrones alrededor del núcleo.
Después de una serie de modelos descriptivos, en 1913, el físico danés Niels Bohr sugirió un modelo más elaborado: el modelo atómico de Bohr, en el que, por primera vez, se introduce una cuantización a partir de ciertos postulados. Es un modelo transaccional, en cuanto a que se ubica entre la mecánica clásica y la cuántica, y que define una época concreta en la investigación sobre la estructura de la materia. El modelo explicaba cómo los electrones pueden tener órbitas estables alrededor del núcleo, y porqué los átomos presentaban espectros de emisión característicos —dos problemas ignorados en el modelo previo de Rutherford—. Además, el modelo de Bohr incorporaba ideas tomadas del efecto fotoeléctrico explicado por Albert Einstein.
El modelo atómico de Bohr permitía describir el comportamiento del átomo de hidrógeno, sin embargo, en los espectros de átomos de otros elementos no se obtenía tal coherencia, y se observaba que los electrones de un mismo nivel energético podían tener diferente energía, lo que evidenciaba la existencia de un posible error en el modelo.
Arnold Sommerfeld lo revisó, y lo justificó suponiendo que dentro de un mismo nivel energético existían subniveles, es decir, energías ligeramente distintas. Además, desde el punto de vista teórico, Sommerfeld había encontrado que en ciertos átomos, las velocidades de los electrones llegaban a una apreciable fracción de la velocidad de la luz.
Sommerfeld estudió la cuestión incorporando conceptos relativistas. Posteriormente, Miguel Catalán aportó las conclusiones de sus trabajos de investigación espectrográfica en el laboratorio de Alfred Fowler en el Imperial College de Londres, permitiendo a Sommerfeld disponer de los datos observacionales necesarios, contrastados con las pruebas experimentales del propio Catalán.

## Antigua teoría cuántica
La denominada teoría cuántica antigua es el resultado de la investigaciones de los años 1900-1925 en esta disciplina, y de otras anteriores a la mecánica cuántica moderna. La teoría nunca fue completa o autoconsensuada, sino que fue más bien un conjunto de correcciones heurísticas a la mecánica clásica. La teoría se entiende ahora como la aproximación semiclásica a la mecánica cuántica moderna.

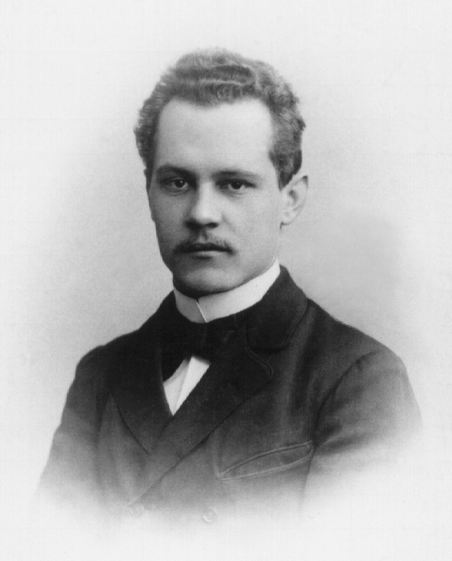
Arnold Johannes Wilhelm Sommerfeld en 1897

Los logros principales de la antigua teoría cuántica fueron la determinación de la forma moderna de la tabla periódica —como por ejemplo la propuesta por Miguel A. Catalán o la sugerida por Edmund Stoner— y el principio de exclusión de Pauli, que se basaron en las mejoras hechas por Arnold Sommerfeld al modelo de Bohr del átomo.
La herramienta principal de la antigua teoría cuántica era la condición de cuantización de Bohr-Sommerfeld, un procedimiento para seleccionar ciertos estados de un sistema clásico como estados permitidos: el sistema solo puede existir en uno de los estados permitidos y no en ningún otro estado.

## Historia
La Antigua teoría cuántica se inicia con el trabajo de 1900 de Max Planck sobre la emisión y absorción de luz en un cuerpo negro, con su descubrimiento de la ley de Planck y la introducción de su cuanto de acción. Posteriormente,  en 1907, fue publicado el trabajo de Albert Einstein sobre calores específicos de los sólidos, que llamó la atención de Walther Nernst. Einstein, seguido por Peter Debye, aplicó principios cuánticos al movimiento de los átomos, explicando la anomalía del calor específico.
En 1910, Arthur Erich Haas desarrolla el modelo atómico de J.J. Thompson en un artículo que esbozó un tratamiento del átomo de hidrógeno, lo que implicaba la cuantización de orbitales electrónicos, anticipándose así al modelo de Bohr (1913) en tres años.
John William Nicholson se considera el primero que creó un modelo atómico que cuantizó el momento angular como h/ 2pi. Niels Bohr lo citó en su artículo de 1913 sobre el modelo Bohr del átomo.
En 1913, Niels Bohr mostró rudimentos del principio de correspondencia definido más tarde, y lo usó para formular un modelo del átomo de hidrógeno que explicaba el espectro de líneas.

Las extensiones de Sommerfeld al modelo de Bohr de 1913 del átomo de hidrógeno, muestran la adición de órbitas elípticas para explicar la estructura fina espectral del Modelo Atómico B-S-C

En los años siguientes, Arnold Sommerfeld extendió la regla cuántica a sistemas integrables arbitrarios, haciendo uso del principio de invariancia adiabática de los números cuánticos introducido por Lorentz y Einstein. Sommerfeld hizo una contribución crucial al cuantificar el componente z del momento angular, que en la antigua etapa cuántica se llamaba cuantización espacial (Richtungsquantelung). Esto permitió que las órbitas del electrón se vieran como elipses en lugar de círculos, e introdujo el concepto de degeneración cuántica. La teoría habría explicado correctamente el efecto Zeeman, a excepción del espín de los electrones. El modelo de Sommerfeld estaba mucho más cerca de la imagen moderna de la mecánica cuántica que el de Bohr.
A lo largo de la década de 1910, y hasta bien entrada la década de 1920, se abordaron muchos problemas utilizando la antigua teoría cuántica, con resultados mixtos. Se comprendieron los espectros de rotación molecular y vibración, y posteriormente se descubrió el espín del electrón. Max Planck introdujo la energía del punto cero y Arnold Sommerfeld cuantizó semiclásicamente el átomo de hidrógeno relativista. Hendrik Kramers explicó el efecto Stark. Bose y Einstein facilitaron estadísticas cuánticas correctas para los fotones.
Kramers propuso una prescripción para calcular las probabilidades de transición entre estados cuánticos, en términos de componentes de Fourier del movimiento, ideas que se extendieron en colaboración con Werner Heisenberg a una descripción semiclásica de las probabilidades de transición atómica. Heisenberg continuó reformulando toda la teoría cuántica como versión de estas matrices de transición, creando la mecánica matricial.
En 1924, Louis de Broglie introdujo la teoría ondulatoria de la materia, que Albert Einstein extendió a una ecuación semiclásica para ondas de materia poco tiempo después. En 1926 Erwin Schrödinger encontró una ecuación de onda en mecánica cuántica que reproducía todos los éxitos de la antigua teoría cuántica, sin ambigüedades ni inconsistencias. La mecánica ondulatoria de Schrödinger se desarrolló por separado de la mecánica matricial, hasta que Schrödinger y otros demostraron que los dos métodos predecían las mismas consecuencias experimentales. Paul Dirac demostró más tarde en 1926 que ambos métodos se podían obtener de un método más general llamado teoría de la transformación.
En la década de 1950, Joseph Keller actualizó la cuantización de Bohr-Sommerfeld-Catalán, utilizando la interpretación de Einstein de 1917, ahora conocida como método Einstein-Brillouin-Keller. En 1971, Martin Gutzwiller tuvo en cuenta que este método solo funcionaba para sistemas integrables, y derivó una forma semiclásica de cuantificar sistemas caóticos, a partir de integrales de camino.

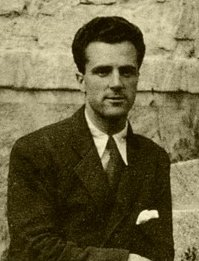
Miguel A. Catalán hacia 1920

## Aportación de Catalán
Catalán termina su estancia en el laboratorio del Imperial College de Londres y vuelve a su anterior trabajo de investigador en los laboratorios de la JAE en Madrid. En aquellos días visita Madrid Arnold Sommerfeld.
Antes de la publicación de la memoria de Catalán sobre su descubrimiento, Sommerfeld supo de los resultados que había obtenido, por lo que se interesa por conocerle personalmente. En la primera entrevista, Miguel no tuvo ningún reparo en hacerle entrega de una copia de su trabajo sobre el manganeso, que aún no se había publicado.
La reacción del alemán fue inmediata. Esa misma noche lo revisó y al día siguiente se puso en contacto con Catalán, manifestándole su gran interés en ese trabajo. Así lo relata el propio Catalán en el curso de doctorado de la Universidad Central de Madrid:

[Sommerfeld] había creado su teoría de los cuantos internos casi sin datos, con los alcalinos y los alcalinotérreos, y de repente se encontró con que yo le proporcionaba una gran cantidad de datos para su teoría. Al día siguiente me llamó y tuvimos una conversación que iba a ser el principio de una relación muy estrecha, que todavía hoy conservamos.

En agosto de ese mismo año, Sommerfeld presentó en los Annalen der Physik un nuevo texto sobre la interpretación de los espectros de elementos complejos conforme a los estudios de Catalán. En el documento reconoce reiteradamente la labor de Herr Catalán, al que dice deber el estímulo para llevar a cabo esta ampliación. Y añade:

Los multipletes de Herr Catalán en los espectros de arco y chispa del Mn y del Cr encajan excelentemente con el esquema teórico de los números cuánticos internos y son el mejor apoyo experimental que necesitaba esta teoría.

En su encuentro, Catalán proporción a Sommerfeld la información experimental requerida para consolidar el modelo de estructura atómica que sugería. Gracias a la documentación aportada por el científico español, Sommerfeld dispuso de las herramientas necesarias para defender de nuevo su teoría sobre los números cuánticos internos.
Sommerfeld valoró el descubrimiento de Catalán y demostró que las líneas observadas del espectro se debían a transiciones entre estados electrónicos múltiples, producidos por la diversidad de estados cuánticos que pueden adquirir esos átomos. Dedujeron que las líneas del espectro correspondían a variaciones del estado energético del electrón, por cambio de su órbita. Este descubrimiento resultó incluso más importante que el inicial de Niels Böhr, pues permitió estudiar y explicar con detalle la estructura de átomos más complejos que el del hidrógeno. Ese mismo año, en junio (1922), Böhr comentó los resultados de Catalán en sus conferencias sobre ‘’Theory of Atomic Structure’’ desarrolladas en Gotinga, frente alumnos del fuste de Heisenberg y Pauli.
En la primera Conferencia Solvay celebrada después de la I Guerra Mundial, el propio Niels Böhr define ya a Catalán como prescriptor científico en su ponencia, en la que anunciaba las consecuencias que había de traer consigo el estudio de los espectros de alta frecuencia realizado por Catalán.

### Trabajo de Catalán
Miguel A. Catalán aceptó que el espectro de un elemento puro estuviese formado por la representación de las excitaciones de los distintos electrones de las distintas capas del átomo, y de ahí esas regularidades en el espectro, que él denominó multipletes. Identifica un primer triplete que asigna a los dos electrones de valencia química, y al primer electrón de la siguiente capa. Así define una correlación física para cada elemento entre la estructura del átomo y los multipletes observados en su espectro. De esta forma, la identificación de los multipletes del espectro de cada elemento permitía deducir la estructura de ese átomo, y confirmar el número de electrones y protones de ese elemento. Su descubrimiento permitía un gran avance en el conocimiento de la estructura de la materia y en la física en general.
Con sus descubrimientos, Catalán aportó la prueba experimental que los físicos teóricos, como Sommerfeld y Böhr necesitaban para definir el modelo definitivo de la estructura del átomo:
- Establece un nuevo procedimiento de interpretación de los espectros de los elementos complejos.

- Confirma la causalidad física de la supuesta correlación entre cada elemento y su espectro, al relacionar las regularidades descubiertas en el espectro, con las posiciones de los electrones del átomo.

Esta fue la aportación más valorada de Catalán a la ciencia, en concreto a la espectrografía y a la física atómica, pero no fue la única. Por todo ello podemos citar como representantes de la experimentación en ese periodo a Stern y Guerlach (1921), Paschen-Back (1921), Landé (1923) y a Catalán (1922).
Esta aportación de Catalán al desarrollo de ese modelo atómico, y de la teoría cuántica ha sido reiterada en otros textos:

Precisamente, uno de los miembros del Laboratorio de Investigaciones Físicas de la Junta fue Miguel Antonio Catalán (1894-1957), a quien se debe la aportación a la física más destacada de la historia española con el descubrimiento, en 1921, de los denominados “multipletes”, lo que supuso un paso muy importante en el desarrollo de la teoría cuántica, sirviendo para justificar adecuadamente el número cuántico que había introducido en 1920 Arnold Sommerfeld.

Catalán dedujo como debe ser interpretado el espectro conforme al orden observado. Fue capaz de medir la frecuencia y el nivel de energía que corresponde a cada línea del espectro, y de ahí pudo determinar los niveles de energía de los electrones en su órbita y los saltos que realiza, que se identifican con esas rayas espectrales observadas. Consiguió un descubrimiento científico con el cual pudo identificar la estructura cortical del átomo y los niveles de energía de esos electrones corticales, y en consecuencia, determinar nuevas magnitudes que pueden ser medidas. Determinó nuevas relaciones sucesivas entre esas magnitudes, contribuyendo al modelo de estructura atómica que nos permite definir la constitución de la materia.
Este fue el trascendente paso que realizó Catalán, encontrar un orden en la aparentemente compleja y arbitraria disposición de las líneas de un espectro atómico. Este hallazgo fue fundamental para la comprensión posterior del papel de los momentos angulares de los electrones corticales y para el desarrollo general de la teoría cuántica de dichas magnitudes y su aplicación a muchos otros problemas.
Cuando Catalán identifica ciertas líneas del espectro del manganeso con los electrones de valencia, está determinando la razón de ese fenómeno, sus causas naturales, y definiendo una correlación entre el espectro y la estructura del átomo, y está aportando la prueba de esa correlación entre el cambio de nivel energético del electrón y el espectro. Por ello se difunde tan rápidamente su descubrimiento, probablemente debido a que su deducción, basada en los electrones de valencia, ha dado en el clavo y ha abierto una nueva vía para poder comprobar las teorías existentes sobre la estructura de la materia.
Con sus descubrimientos, y posiblemente por razón de su deducción lógica, Catalán dio con las claves para poder confirmar el verdadero modelo del átomo. Dejó de ser un químico analista espectroscópico para convertirse en un investigador físico precursor en estructura atómica. Pero también consiguió que la espectroscopia pase a ser una disciplina física experimental, además de un método de análisis químico. A partir de ese momento, los físicos utilizarán fundamentalmente la espectroscopia para desentrañar la verdadera naturaleza del átomo.

### Testimonios de su aportación
Como recuerda Velasco, la incorporación del concepto de espín a la ciencia debe entenderse como resultado del descubrimiento de los multipletes de Catalán. Los propios autores, Uhlenbeck y Goudsmidt, así lo reconocen en su trabajo publicado en 1925:

La simplicidad de los espectros de los átomos consisten en un electrón que gira alrededor de una parte central que sólo contiene grupos completos de electrones, y estos grupos son magnéticamente inertes. Cuando pasamos a átomos más complicados, en los cuales varios electrones giran alrededor de un centro de ese tipo, nos encontramos con nuevos fenómenos, puesto que hemos de tener en cuenta otras influencias sobre el eje de giro de cada electrón, además del par debido a su propio movimiento en el campo electrónico del núcleo. Esto, no sólo nos permite explicar la aparición de los multipletes complejos, sino que también parece útil para comprender la “ramificación” de los espectros que generalmente se produce al agregar un nuevo electrón a un átomo, y para la cual, hasta ahora, no teníamos una explicación satisfactoria.

En realidad, parece que la introducción del concepto del electrón giratorio (espín) permite entender el proceso de construcción sucesiva de los átomos, descrito por Böhr en su discusión general de las relaciones entre los espectros y el sistema natural de los elementos químicos. Y además puede servir para explicar los importantes resultados obtenidos por Pauli, si necesidad de recurrir a una “dualidad” mecánica artificiosa, en el proceso de enlace de los electrones en el átomo.

Y añade el propio profesor Velasco:

Lo más interesante para nosotros, en estas frases de Uhlenbeck y Gondsmidt, es ver cómo, ante todo, resaltan la aplicación de su descubrimiento a la explicación de los multipletes de Catalán. Pero también merece resaltarse la importancia del spin en otros aspectos de la teoría de la estructura atómica.

Desde el punto de vista de los multipletes, el descubrimiento del espín del electrón, resolvió de un modo total y elegante todas las dudas que estaban latentes en la teoría de Sommerfeld.

El propio Goudsmit reitera la aportación de Catalán en otro artículo posterior: M. A. Catalán descubrió la existencia de multiplicidades superiores poco después. Sommerfeld emparejó los resultados de Catalán con el modelo vectorial.